# Gaspare Fossati
Gaspare Fossati (né le 7 octobre 1809, à Morcote, et mort le 5 septembre 1883), est un architecte suisse et italien. 
Issu d'un milieu aisé, il est le fils d'Ambrogio Marcellino et de Virginia Rippa, et le frère de Giuseppe Fossati. Il épousa en 1836 Giuseppina Rusca, la fille d'un architecte.

## Biographie
Né à Morcote dans le Tessin, il provient d'une famille d'architectes et de commerçants voyageurs.
Après des études à Venise puis à l'Accademia di Brera de Milan (1822-1827) il obtint le grand prix d'architecture de la ville en 1827 et poursuivit sa formation à Rome pendant cinq ans. Entre 1833 et 1836, il fut l'architecte officiel de la cour impériale de Saint-Pétersbourg, et réalisa l'ambassade russe (actuellement consulat), à Constantinople en 1837, où il demeura vingt ans. Il y construit également un hôpital  militaire, un poste de garde, les Archives d'Etat et une Université, ainsi que trois églises catholiques. 

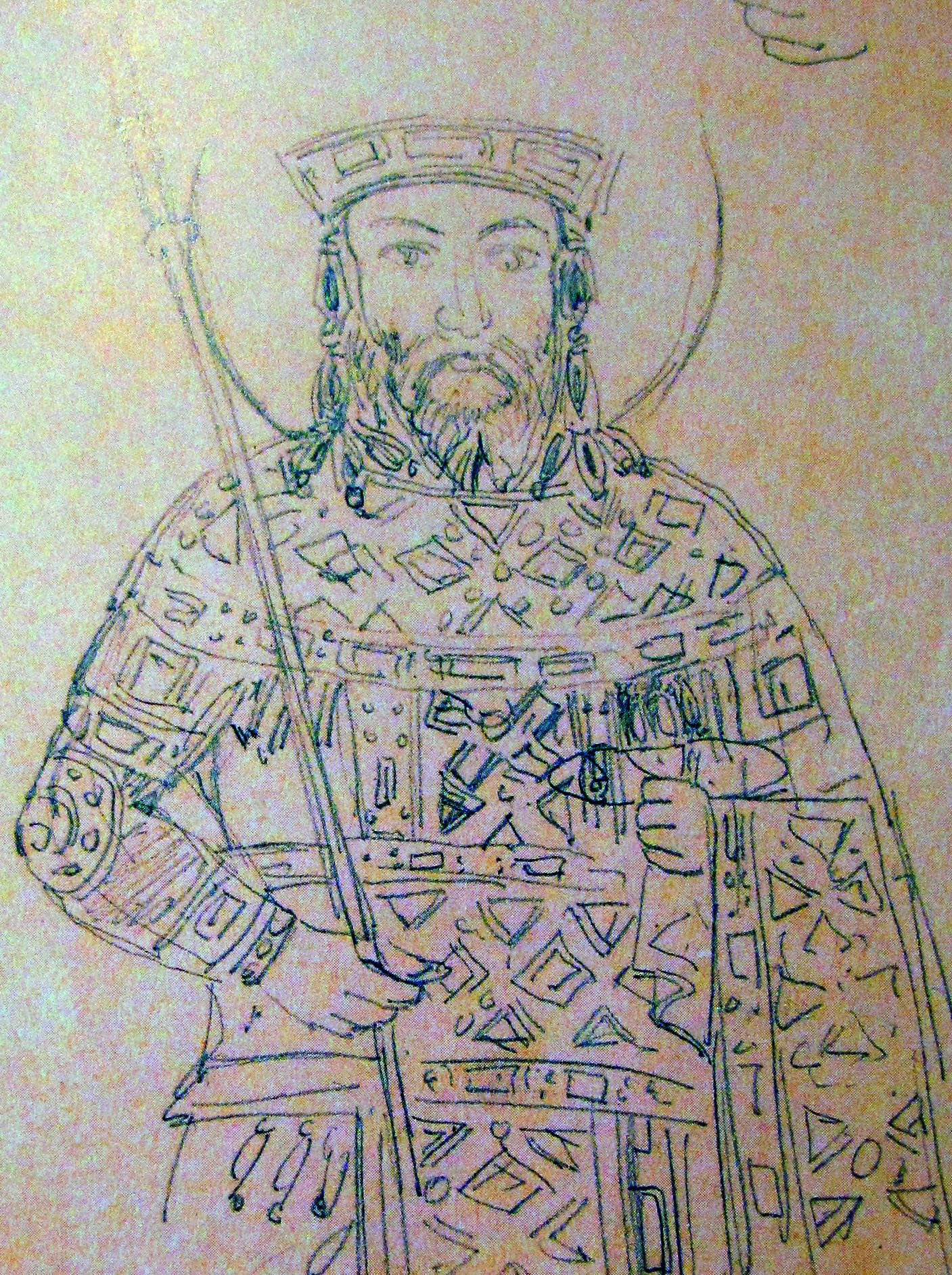
Dessin de 1847 des frères Fossati représentant Jean V Paléologue, d'après une mosaïque de Sainte-Sophie.

En 1847, il fut mandaté par Abdülmecit Ier pour restaurer Sainte-Sophie, à Constantinople avec son frère Giuseppe. Ce travail donna lieu à un album publié à Londres en 1852. 
Il étudie également l'église Saint-Serge et Bacchus ainsi que les colonnes de Constantin et de Marcian.
Avec son frère, il restaure en 1853 le palais de Venise, à Constantinople.
Il rentra à Morcote en 1858, où il réalisa une église et une chapelle en style mauresque. Son style mélange plusieurs influences ; il s'inspire notamment de Palladio.
Les archives des deux frères Fossati, constituant le fonds Fossati a été acquis, par étapes entre 1936 et 1954, par les Archives cantonales de Bellinzone. Il comprend les dessins de Gaspare et de Giuseppe, une collection de cartes géographiques du XIXe siècle, de photographies, d’estampes et de livrets d’opéra, ainsi que des dessins des mosaïques byzantines de Sainte-Sophie, effectués lors de la restauration.

## Galerie

Œuvres de Gaspare Fossati
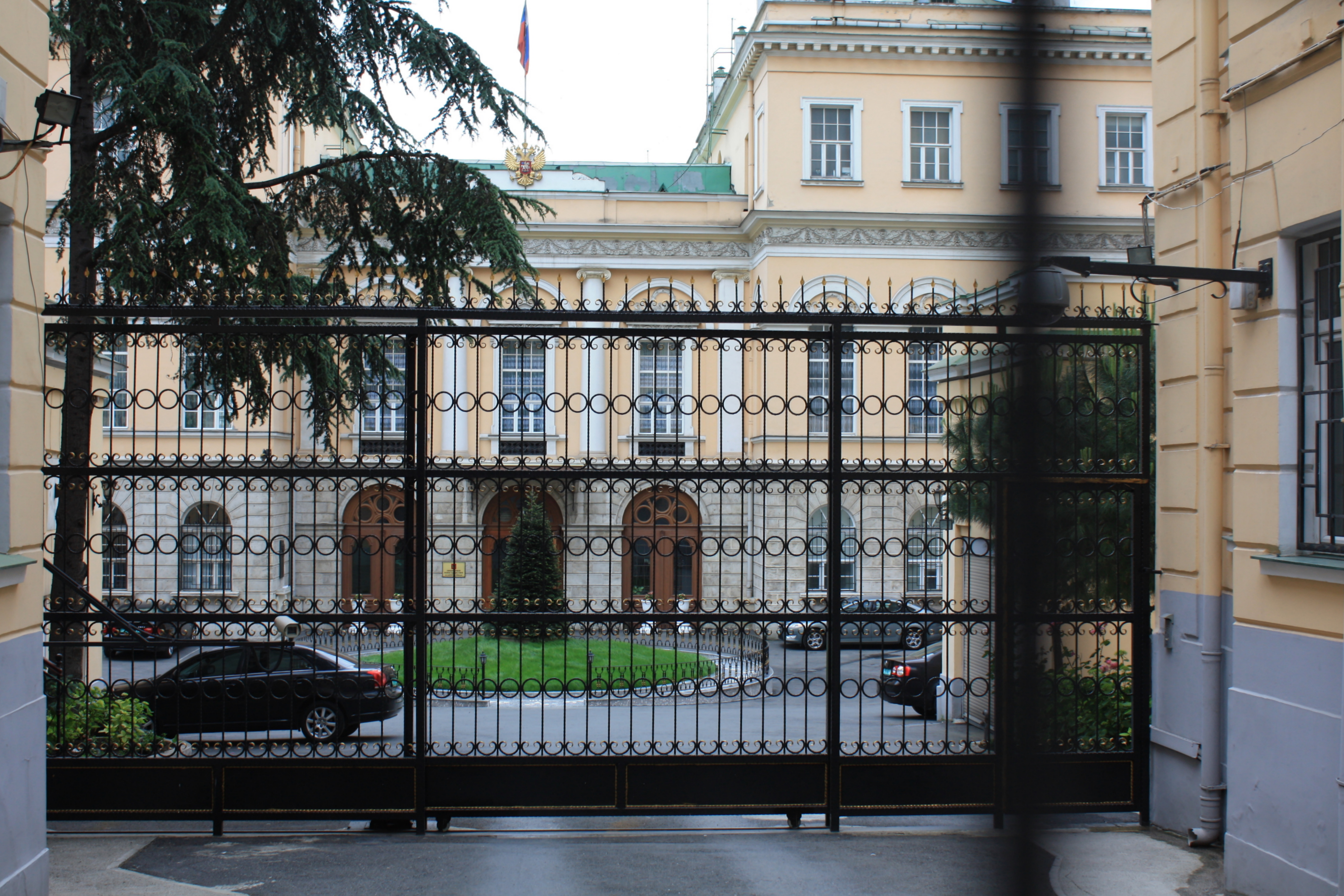
Consulat (ancienne ambassade) de Russie à Istanbul.
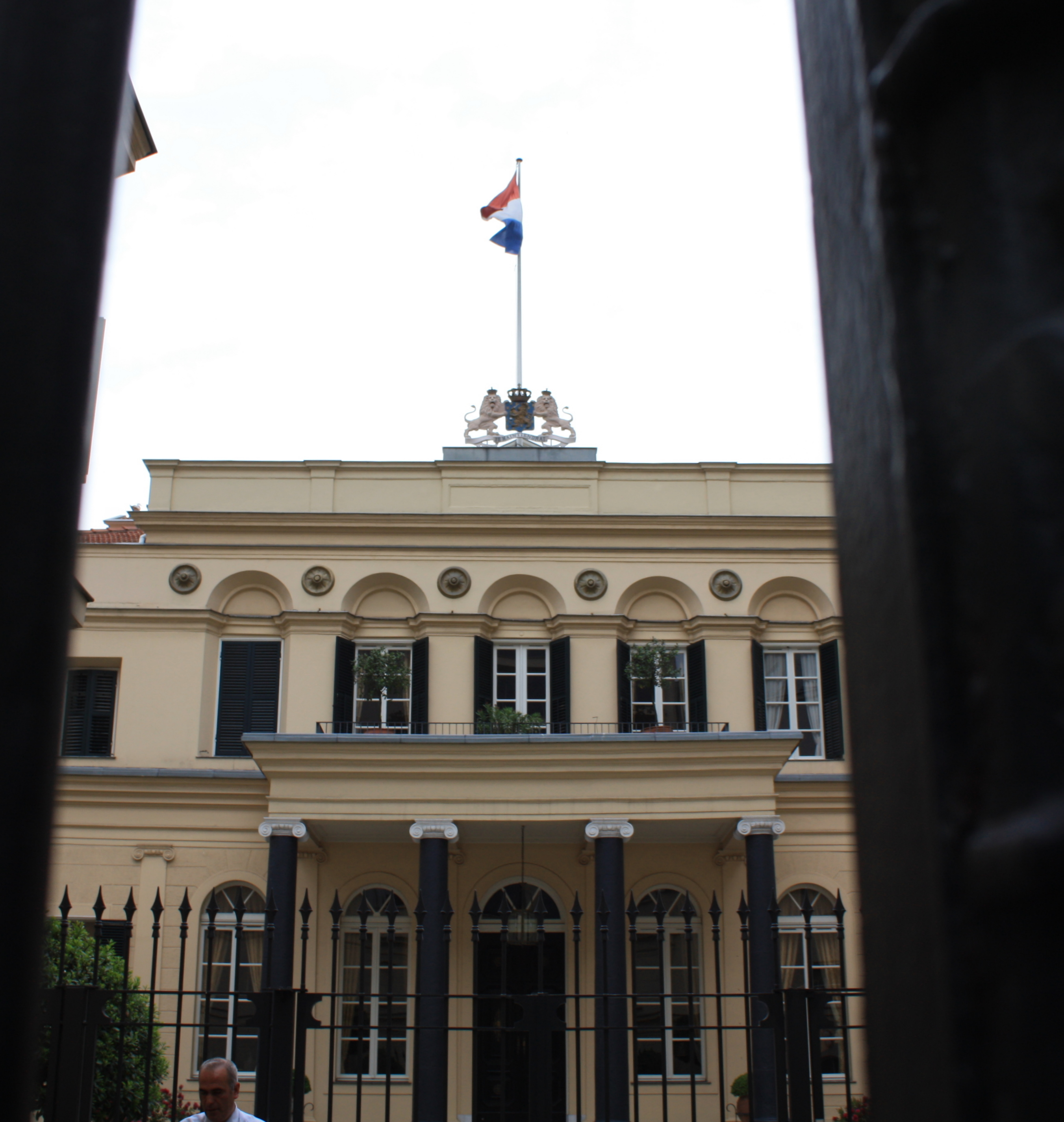
Consulat (ancienne ambassade) des Pays-Bas sur l'avenue Istiklal à Istanbul.
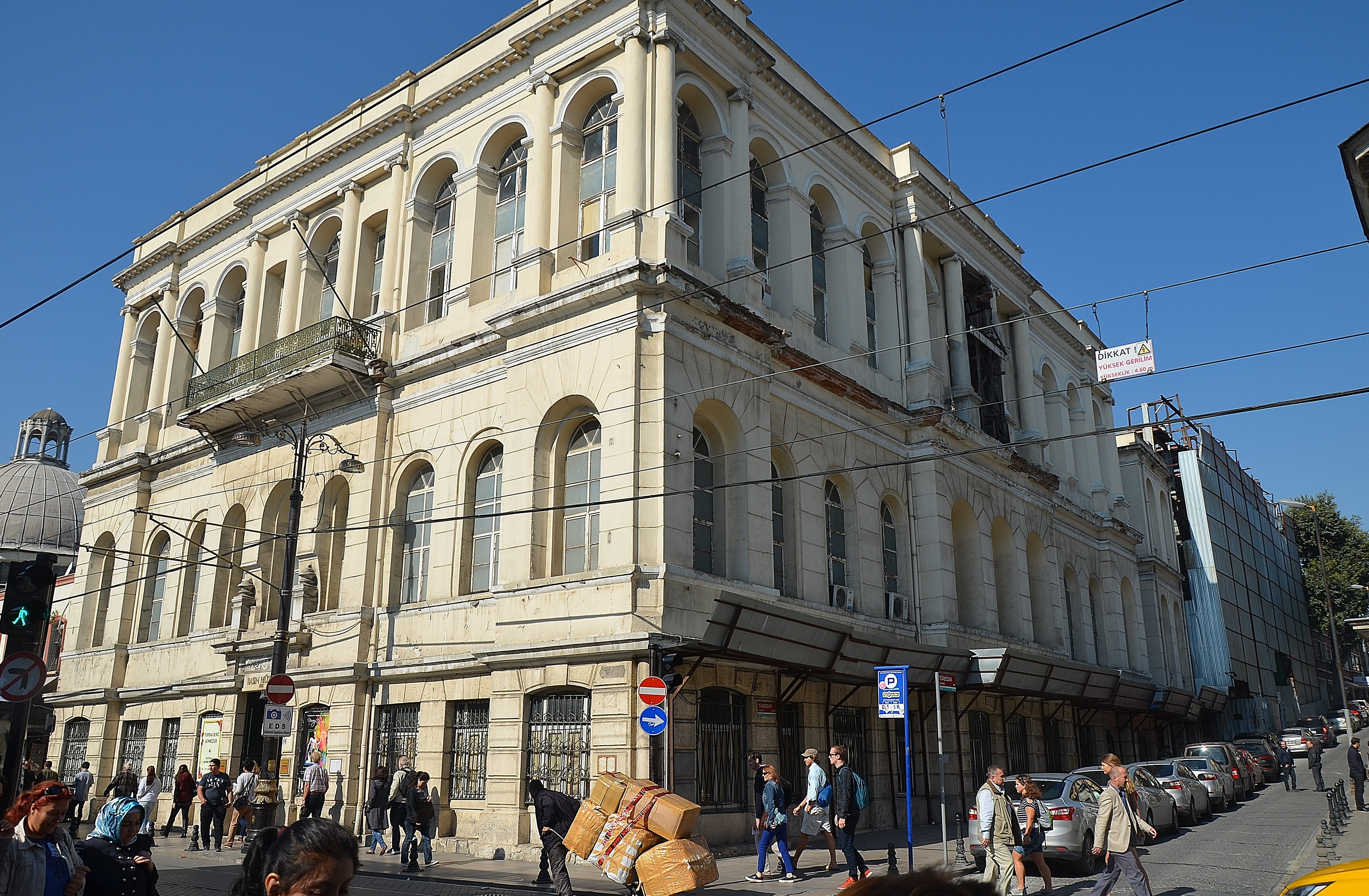
Musée TGC Press Media (en), à Çemberlitaş, Fatih (en), (ancien ministère ottoman de l'éducation générale)
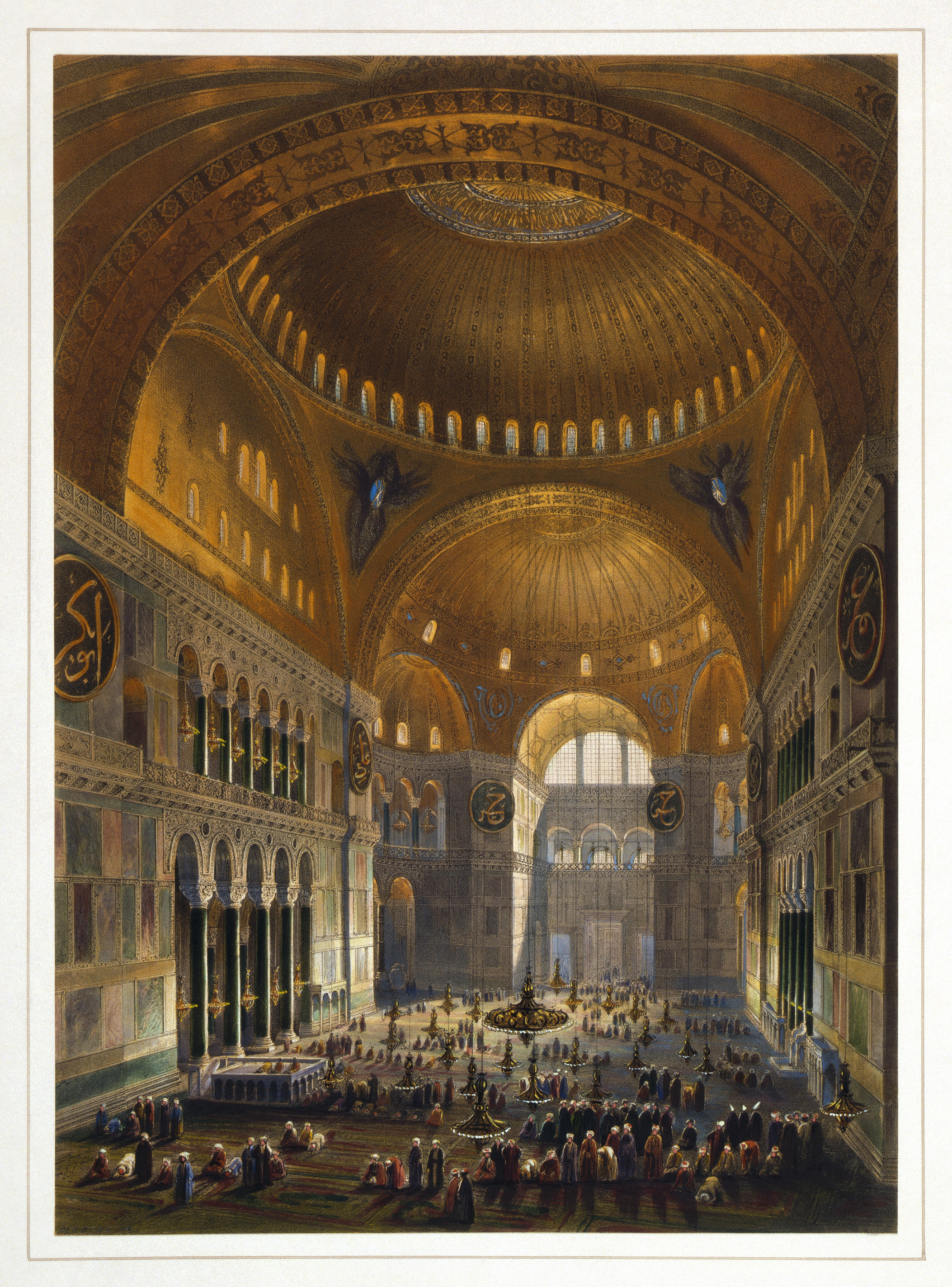
Restauration de Sainte-Sophie à Constantinople en 1852, vue de la grande nef (Lithographie de Louis Haghe)
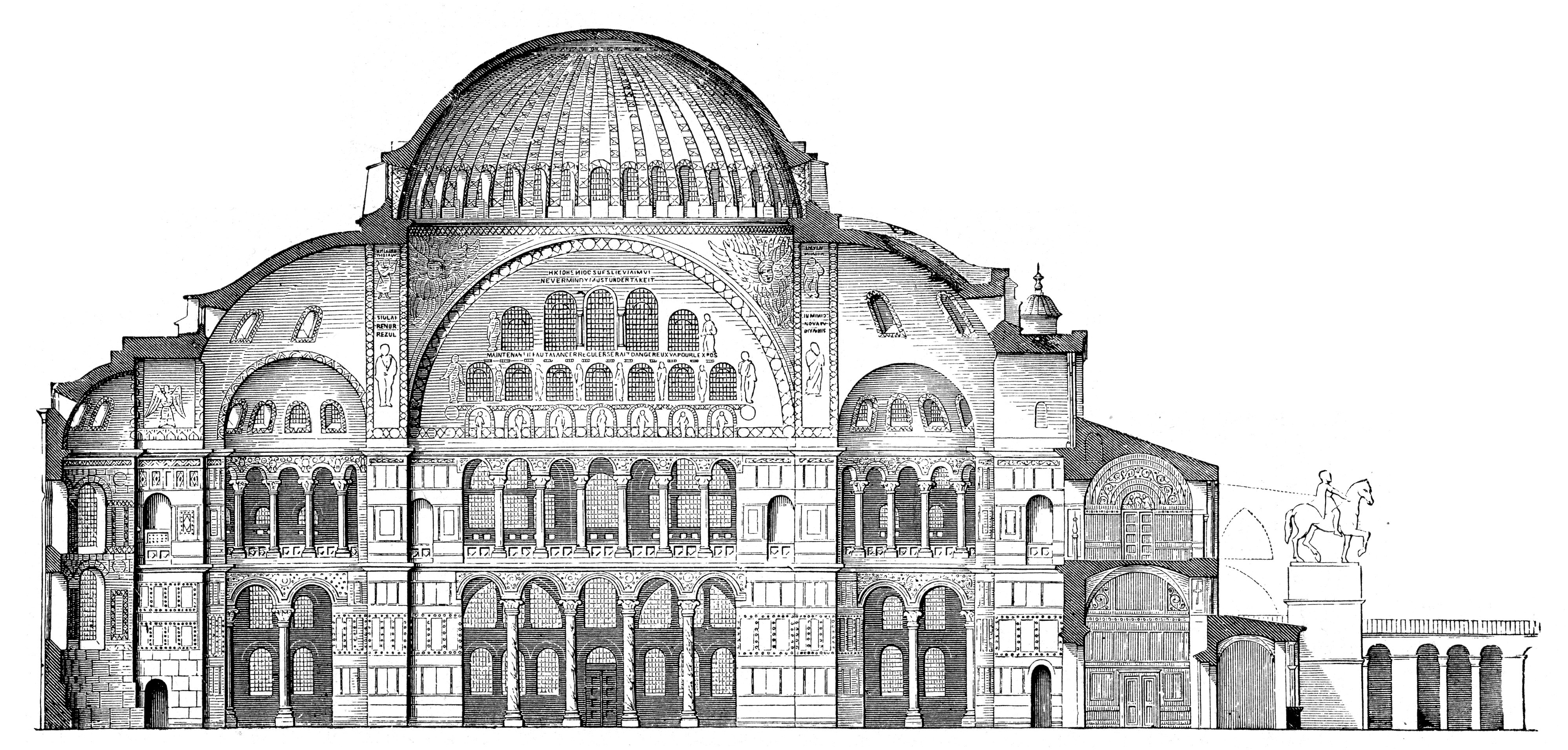
Plan de coupe longitudinale de Sainte-Sophie à Constantinople, après la restauration (1908)